# Jean-François Dubos
Jean-François Dubos, né le 2 septembre 1945 à Cabourg (Calvados), est un haut fonctionnaire et chef d'entreprise français. 
Maître des requêtes honoraire au Conseil d'État, ancien président du directoire de Vivendi de 2012 à 2014. Il n'est plus à la tête du groupe depuis l'Assemblée générale du 24 juin 2014, où il a quitté ses fonctions exécutives. Homme de culture, collectionneur et mécène, Jean-François Dubos est élu en 2017 et renouvelé le 17 janvier 2019 à la tête de la Maison Européenne de la Photographie.

## Biographie

### Formation
Jean-François Dubos est diplômé en anglais et en espagnol et titulaire d’un Diplôme d’Études Supérieures (DES) de droit international public et de sciences politiques de l’Université de Paris.

### Carrière
Il a été directeur-adjoint du cabinet du ministre de la Défense Charles Hernu de 1981 à 1984.
De 1984 à 1991, il a été maître des requêtes au Conseil d'État.
Il rejoint la Compagnie générale des eaux (qui deviendra Vivendi) en 1991 comme Conseiller du président de l’époque, Guy Dejouany, et est nommé Secrétaire Général en 1992.
Il a été nommé président du directoire de Vivendi le 28 juin 2012. Il prend sa retraite à l'issue de l'Assemblée Générale de Vivendi du 24 juin 2014.

### Direction de Vivendi
Pendant son passage à la tête de Vivendi, Jean-François Dubos a réorienté le groupe vers les médias au détriment des télécoms.
Selon lui, « l'avenir de Vivendi est dans les contenus et leur distribution » et il estime que le groupe français peut être le leader européen voire mondial dans ces secteurs.

## Écrits
En 1974 il écrit un ouvrage intitulé "Ventes d'armes : une politique" traitant du commerce des armements.

## Récompenses et distinctions

### Décorations
- Chevalier de la Légion d'honneur (1999)[9].
- Commandeur de l'ordre des Arts et des Lettres (2018)[10].
- Chevalier de l'ordre de Tahiti Nui (nommé le 22 juin 2015)[11]